# Plaza de San Marcos (Canaletto)
La Plaza de San Marcos (en italiano, Piazza San Marco) es una pintura al óleo del pintor rococó italiano Canaletto. Lo realizó tras su estancia en Roma en 1723. Fue un encargo de un noble veneciano con la finalidad de decorar su palacio. El encargo se compone de un total de cuatro lienzos, el Rio dei Mendicanti, Gran Canal, vista al noreste desde el Palazzo Balbi hacia el puente de Rialto (ambos en el museo veneciano de Ca'Rezzonico) y el Gran Canal, vista Este desde el Campo San Vio y Piazza San Marco (ambos en el Museo Thyssen-Bornemisza de Madrid).
La obra presenta la plaza de San Marcos con la basílica de San Marcos al fondo junto al campanile. Se pueden ver además a la izquierda el Procuratie Vecchie y a la derecha el  Procuratie Nuove.
En la realización figura del campanario recorre verticalmente casi todo el ancho del cuadro. El artista pinta las líneas del suelo paralelas entre sí mientras que las dos edificios situados en los laterales del cuadro no aparecen paralelos. La imaden general de la vista nos da una perspectiva elevada sobre el nivel de contemplación natural de la escena.